# Belägringen av Pärnu (1609)
Belägringen av Pärnu ägde rum mellan den 28 februari till den 2 mars 1609 under det Andra polska kriget.
Den polsk-litauiske hetmanen Jan Karol Chodkiewicz, medan han vilade sina trupper i Birże (Biržai), fick reda på att svenska trupper från Pärnu (i dagens Estland) var på väg mot Daugavgriva (i dagens Lettland) och bestämde sig för att slå ut dem. Men de svenska trupperna lyckades komma in i Daugavgriva innan Chodkiewicz ankomst och som ett resultat fick hetmanen vända tillbaka och marscherade mot Pärnu, i hopp om att överraska och tillfångata dess försvarare under befäl av Daniel von Wochen. Chodkiewicz trupper anlände den 28 februari 1609, men när hans trupper försökte klättra upp till stadens murar obemärkt avfyrade den svenska garnisonen sina kanoner, vilket fastställde att överraskningsmomentet blev uteslutet. 
Chodkiewicz gömde sina trupper i de närliggande skogarna och förbjöd till och med dem att sätta upp lägereldar, trots den isande kylan. Efter en natts väntan upprättade han sina trupper och marscherade tillbaka mot staden och lyckades den här gången överraska försvararna. De polsk-litauiska gruvarbetarna sprängde tre av stadens huvudportar och litauiska trupper kämpade sig till stadens centrum. När de polska trupperna började sätta eld på stadens fästningsport, till vilka de kvarvarande svenska trupperna hade dragit sig tillbaka, kastade den svenska garnisonen nycklarna till porten ut genom fönstret som ett tecken om kapitulation. 
Ungefär hälften av de svenska styrkorna, som mestadels bestod av skotska legosoldater, bytte därefter sida med Chodkiewicz trupper. Efter att ha intagit staden lämnade Chodkiewicz 200 fotsoldater i Pärnu och började en marsch mot Riga (som var i polska händer), som hotades av en svensk belägring. På vägen dit angrep han Salacgrīva (Salis). 
Karl IX anklagade senare Daniel von Wochen för att ha samarbetat med polackerna, som han trodde var orsaken till kapitulationen. Wochen blev sedan gripen, dömdes till döden och avrättades.